# Сикхизъм
Сикхизмът е монотеистична религия, възникнала в Индия и първоначално проповядвана от гуру Нанак (1469 – 1539 г.). Девет гурута са последвали Нанак, но единствено Господ е смятан за истински гуру. На пенджабски, подобно на сродни думи в други индийски езици, означава „учещ“.
От гледна точка на религията, сикх е религиозен последовател, който вярва в един Бог – Сат Гуру, или „Истинския учител“, и следва сикхиските Гуру, които разкриват Неговото учение. Сикхите имат пет к-знака: кес (неподстригана коса), канга (гребен), кача (панталони), кара (гривна) и кирпан (кама).
В индийските религии като цяло, всеки религиозен учител или духовен наставник е гуру, но за сикхите понятието гуру има по-определено съдържание. Техните Гуру са Господ, в лицето на Сат Гуру. Десетте духовни водачи на сикхската вяра – от основателя Гуру Нанак (1469 – 1539) до Гуру Гобинд Сингх (1666 – 1708). Свещената книга на сикхите Ади Грантх – „Първоначалната книга“, – която е по-късно става известна и под името Гуру Грантх Сахиб е определена за последния и окончателен Гуру след смъртта на Гуру Гобинд Сингх.

## Основни понятия
Съгласно Рахет Маряда, авторитетно ръководство за живота на сикхите, „сикх е всеки, жена или мъж, чиято вяра се заключава в почитането на един Господ, на десетте Гуру, на проповядваното от тях и в Гуру Грантх Сахиб; всеки, който вярва в свещената амрита на десетия Гуру и който не принадлежи към друга вяра“.
Амрита (буквално „безсмъртен“, еликсирът на безсмъртието) е светена подсладена вода, която се използва в обреда на въвеждането в сикхстката общност на посветените, т. нар. Кхалса. Кхалса води началото си от 1699 г., когато я създава Гуру Гобинд Сингх. На членовете са наложени определени правила на поведение. Външно те се отличават по носенето на т. нар. пет „К“ – това са пет неща, чиито названия започват с буквата „к“: кеш – коса, която не се подстригва в знак на приемане то на Божията воля; кангха – гребен, който изразява овладяна духовност; кипран – кама, подсказваща решимост да се защитава истината; кара – стоманена гривна, която се носи на китката и говори за единение с Бога и вярност към Гуру; качх – долна дреха, която е знак за морална сила.

## История на сикхизма
Като религиозно течение сикхизмът възниква в началото на 16 век в Северозападна Индия. Негов основател е гуру Нанак, роден през 1469 г. в градчето Райбхол ди Талванди (днес Нанкана Сахиб, окръг Лахор, Пакистански Пенджаб). Той е пътешествал много и дори е стигал до Мека, а в началото на 16 век се установява в Пенджаб, близо до река Рави. Тук той започва да проповядва новото учение. Гуру Нанак и неговите последователи организират добре функционираща религиозна сикхска община. С течение на времето сикхите се превръщат в самостоятелна група, подобно на държава в държавата, със собствена идеология, закони, и предводители.
Десетият сикхски гуру Гобинд Сингх (от 1675 до 1708 г.) освобождава поста на наследствен гуру, като го предава на най-религиозната община – халса. Неговите приемници в качеството си на временен вожд избират Банда Сингх, но през 1716 г. той бива заловен и затворен в Делхи. След това учениците на Гобинд Сингх разделят територията, населена от сикхи на дванадесет Мисали (войнски обединения).
Сикхите водят и продължителни войни с Моголската империя и афганците, като през 1767 г. успяват да създадат своя самостоятелна държава. Отначало тя представлявала конфедерация от дванадесетте мисала, оглавявана от военни вождове. Постепенно военните вождове се превръщат в обикновени феодални князе, между които възниквали конфликти в борба за власт. През 1820-те години предводителя на мисала Сукерчакя Ранджит Сингх успява да наложи властта си над целия Пенджаб. През 1849 г. сикхите претърпяват поражение във войните с англичаните, които анексират цял Пенджаб. Последният сикхски княз Далип Сингх, (от 1843 до 1849 г.) е свален от престола, като за утеха получава пенсия.

### Сикхска държава
В периода 1716 — 1799 г. сикхите имали собствена държава. Същата представлявала конфедерация с центрове градовете в Амритсар и Лахор. Държавата била разделена на мисали, общо дванадесет на брой. През 1799 г. сикхския лидер Раджит Сингх успява да обедини разделените мисали в империя, която през 1849 г. е унищожена от британските колонизатори при Втората англо-сикхска война.
Появата на сикхската държава става възможна благодарение на упадъка на Моголската империя, който започва в началото на 18 век. Сикхите започват серия от атаки против властта на моголите, които в края на краищата завършват с успех. Територията на Сикхската империя в периода на най-голямото си разширение обхваща:
- Провинция Пенджаб, днешен Пакистан
- Щат Пенджаб, днешна Индия
- Съюзна територия Чандигарх, Индия
- Щат Харяна, Индия
- Щат Химачал Прадеш, Индия
- Бившата туземна държава Джаму, Индия
- Делхи
- Северозападна погранична провинция, Пакистан
- Федерално управляеми племенни територии, Пакистан
- Столична територия Исламабад, Пакистан
- Части от североизточен Афганистан

След анексията от Великобритания, Сикхската империя бива разделена на няколко части – няколко туземни държави и територии под прякото управление на Британската корона. Резиденция на губернатора става град Лахор.
Централната власт на Сикхската държава била съсредоточена в халса и се променяла веднъж на две години. Сарбат Халса контролирала военачалниците, определяла основната военна политика и избирала лидерите на сикхите. Структурата на регионите, наречени мисали съответствала на военните групировки, а главите на регионите ежегодно се събирали в Амритсар или Лахор.
От 1762 г. военната мощ на сикхската държава рязко се надига и следствие на това възниква значително разширение на територията. С встъпването на власт на Ранджит Сингх през 1801 г. конфедерацията е преобразувана в империя, която достига до Кабул, Кандахар и до границите на Тибет с население от около 80% мюсюлмани, 10% индуисти и 10% сикхи. Сърцето на империята бил днешен Пенджаб.
След смъртта на Раджит Сингх през 1839 г. в империята възникнали раздори между военачалниците (сердари), които по това време де факто се превръщат в крупни феодали. Това отслабва силите на империята и дава възможност на британците да я унищожат през 1849 г. в резултат на две последователни войни.
Политическата структура на сикхизма преминава през три основни етапа. За ранните сикхи е характерна фактически неограничена власт на гуру (духовните лидери). Ранният сикхизъм обаче скоро се сблъсква с мюсюлманските завоевания на Индия (1556 — 1707 г.). В резултат на това се е наложило сикхите постепенно да се организират във военизирани общества. След десетия гуру Гобинд Сингх, властта е предадена на сикхската община, халса. При следващия етап на сикхската държава се наблюдава преместване на властта от халса към сердарите (военачалниците, превърнали се в едри феодали), които враждуват помежду си.

### Съвременна история
С разделянето на колониалната Британска Индия през 1947 г. на Индия и Пакистан възниква конфликт между мюсюлманите и сикхите. При това се предизвиква масово преместване на сикхите в Източен (Индийски) Пенджаб, а на мюсюлманите в Западен (Пакистански) Пенджаб. Противоречията между сикхите и индуистите нарастват през 1970 г. Сикхите обвиняват индуисткото мнозинство в дискриминация, а Индира Ганди в диктатура. В Пенджаб се образуват сепаратистки групировки целящи създаването на независима сикхска държава Халистан. Решението на Индира Ганди да извърши чистка през 1984 г. под името Операция „Синя звезда“ в свещения за сикхите Златен храм в Амритсар, се оказва фатално за самата нея. Тя бива убита от своите телохранители, които са сикхи. В резултат на това възниква серия от антисикхски погроми, в цяла Индия.
В днешно време сред сикхите има известни индийски политици и в частност премиера Манмохан Сингх. В индийската армия около 20% от офицерския състав е представен от сикхи, при положение, че сикхите са едва под 2% от населението на страната. Най-голямото военно звание, присъдено на сикх е маршал от авиацията, присъдено на Аржан Сингх.
Мнозинството от сикхите днес са земеделци. В селското стопанство на Пенджаб е заето около 39% от местното население (по-малко от средния показател за Индия). Сикхските стопанства се оказват много по-производителни и три пъти по-печеливши от останалите.